# دوة أغلي
دوة أغلي (بالفارسية: دوه‌اغلی) هي قرية تقع في قسم بسطام الريفي (مقاطعة تشايبارة) في إيران. يقدر عدد سكانها بـ 16 نسمة بحسب إحصاء 2016.